# Süddeutscher Gemeinschaftsverband
Der Süddeutsche Gemeinschaftsverband e. V. ist ein gemeinnütziges Werk innerhalb der Evangelischen Kirche in Deutschland und gehört dem Evangelischen Gnadauer Gemeinschaftsverband an. Der Süddeutsche Gemeinschaftsverband ist eng mit der Liebenzeller Mission und dem Liebenzeller Gemeinschaftsverband verbunden. Der Gemeinschaftsverband ist Mitglied im Diakonischen Werk Württemberg.

## Geschichte
Der Verein wurde am 6. Januar 1910 in Calw als Süddeutsche Vereinigung für Evangelisation und Gemeinschaftspflege von Missionsdirektor Heinrich Coerper zusammen mit dem Calwer Fabrikanten Johannes Blank, dem Korntaler Mathematik-Professor Johannes Zimmermann, dem Kaufmann Imanuel Weiser aus Bad Cannstatt und Jakob Vetter von der Zeltmission gegründet. Heinrich Coerper war bis November 1932 deren Vorsitzender. Der ursprüngliche Name stand für die Abkürzung „SV“ Pate – die Abkürzung und das dazugehörige Logo sind auch nach der 1993 erfolgten Umbenennung in Süddeutscher Gemeinschaftsverband aktuell.

## Arbeit
Der Verband arbeitet in Württemberg. Zu ihm gehören etwa 200 Gemeinschaften, 140 Hauskreise und 160 Frauengruppen. Mehr als 1100 Kinder treffen sich regelmäßig in Kindertreffs und Jungscharen. Durchschnittlich besuchen über 8000 Erwachsene und Jugendliche die wöchentlichen Veranstaltungen. Zum Süddeutschen Gemeinschaftsverband gehört der Süddeutsche Jugendverband Entschieden für Christus (EC), kurz SVEC genannt mit 55 Jugend- und 35 Teenkreisen.
Außerdem gehört das „Tagungs- und Gästezentrum Saron“ in Wildberg zum Verband.

## Leitung
Der Verein wird von einer Dreierspitze geleitet. Vorsitzender ist seit Februar 2024 Pfarrer Johannes Reinmüller. Vorstand Jugend ist Daniel Finkbohner. Im Juli 2025 löste Katja Renz den bisherigen Geschäftsführer des Verbandes Markus Siegele in seinem Amt ab.

## Periodika
- WIR Zeitschrift, Informationsheft und missionarisches Verteilheft, erscheint drei Mal im Jahr (seit 2023) DNB 1311082735.
  - Nachrichten des Süddeutschen Gemeinschaftsverbandes e. V. und dem SVEC-Jugendverband, Informationsheft, erschien monatlich (bis 2022; 1914 bis 1993 als Nachrichten der Süddeutschen Vereinigung für Evangelisation und Gemeinschaftspflege) DNB 016967801.
- Augenblick mal: die Zeitschrift mit den guten Nachrichten, missionarisches Verteilheft, herausgegeben in Zusammenarbeit mit dem Liebenzeller Gemeinschaftsverband und dem Brunnen Verlag (Gießen), erscheint monatlich (bis 1993 Der Weg zum Ziel) ISSN 2190-0612.
- Frau aktiv, Materialheft, erscheint halbjährlich, ISSN 2570-1088.